# Dera Ghazi Khan
Dera Ghazi Khan (Saraiki, tiếng Urdu: ڈیرہ غازی خان) là một thành phố nằm ở quận Dera Ghazi Khan, Punjab, Pakistan. Dera Ghazi Khan là một trong những thành phố đông dân nhất ở miền nam Punjab, và là quận có diện tích lớn nhất ở Punjab, diện tích 14.740  km².
Thành phố được thiết lập vào thế kỷ 15.
Tháng 4 năm 2011, 2 vụ đánh bom tự sát tại một ngôi đền Xufi ở Dera Ghazi Khan, Pakistan, khiến 50 người thiệt mạng và 20 người bị thương.